# Бечмен
Бечмен је насеље у градској општини Сурчин у граду Београду. Према попису из 2022. било је 4006 становника. У насељу се налази црква посвећена Светом Сави, припада Епархији сремској Српске православне цркве и представља непокретно културно добро као споменик културе.

## Историја
Повољан географски положај и повољна природна средина условили су да се на овом месту оснује насеље још у најстарије доба. О овоме сведоче налази из праисторијског доба. У Завичајном музеју у Земуну чувају се предмети из бакарног доба, као и периода владавине Римљана.
Први помени о насељу датирају из 1320. и 1403. године, када је Бечмен краљевском дарованицом дат племићкој породици Моровић. Насеље се одржавало кроз цео средњи век. После Пожаревачког мира 1718. године насеље се водило као пустара под називом Богићев збег. Погрешна су схватања да је име насеља Бечмен германског порекла, обзиром да се оно под тим именом помиње знатно пре досељавања Немаца на овај простор.Високи Аустријски чиновник Франц Енгел је 1786. године забележио да насеље Бечмен има 52 куће грађене од плетера, покривене трском и да село има илирску цркву саграђену од дрвета.У близини те цркве 1810. године изграђена је садашња црква посвећена Светом Сави. Црква у Бечмену прославља 27. јануар, Светог Саву као храмову славу, а 30. јула Свету Марину (Огњена Марија) као заветни дан. Сваке године 11. октобра преко одређених културних и спортских активности обележавају се Дани слободе.
Колонизација Немаца почела је нешто касније него у Земуну, односно 1867. године, када се насељава прва немачка породица. Као почетак рада школе помиње се 1806. година, када се при црквеној општини отвара одељење са 10 ученика.
Почетком 20. века у месту је основана прва земљорадничка задруга са 9 чланова. Године 1911. Бечмен се у управном погледу одваја од Сурчина и оснива своју општину.
У току Првог светског рата, 7. септембра 1914. године, у близини Бечмена Седми српски пук водио је борбу са Аустроугарима. На раскрсници пута Бечмен-Јаково налази се споменик погинулим српским војницима. Први светски рат донео је знатне промене у животу мештана. Доласком Српске војске Немци напуштају село. После повлачења Српске војске они се враћају и у знак одмазде Немци и Мађари предузимају страховите репресалије. Стрељано је више угледних домаћина, а нешто касније, 11. октобра 1914. године, окупатори интернирају све одрасле мушкарце у Вараждин. Две недеље касније исељавају жене и децу у село Вера код Вуковара. После двогодишњег изгнанства преживели становници враћају се 1916. године у опустошене куће. Разлика у имовинском стању између Немаца и Срба се све више повећава. Немци користе овакав положај осиромашених Срба и долазе уз незнатну накнаду до нових пољопривредних површина.
Пред Други светски рат Бечмен је имао 1137. становника, од тога броја око 300 Срба. Други светски рат донео је Србима велика страдања. Поред активног учествовања и НОБ-у, знатно већи број изгубио је животе у концентрационим логорима или као жртве фашистичког терора у месту. Немачко становништво је 11. октобра 1944. године напустило село. У њихове напуштене куће насељава се углавном становништво из околних села, а потом из осталих делова Србије.
Подаци о постојању православног храма датирају још из 1786. године. To је била илирска црква саграђена од дрвета. Недалеко од те цркве 1810. године је саграђена садашња црква посвећена Св. Сави. Храмовна слава је Св. Сава, сеоска заветна слава Огњена Марија која се слави 30. јула.
Први подаци о школи су из 1806. године када се при цркви отвара одељење у ком је било 10 ученика. Због већег насељавања после другог светског рата, четворогодишња школа 1956. године прераста у осмогодишњу. Данас школа носи име Народног хероја Душана Вукасовића.

## Демографија
У насељу Бечмен живи 2657 пунолетних становника, а просечна старост становништва износи 35,9 година (34,8 код мушкараца и 37,0 код жена). У насељу има 1024 домаћинства, а просечан број чланова по домаћинству је 3,33.
Ово насеље је великим делом насељено Србима (према попису из 2002. године), а у последња три пописа, примећен је пораст у броју становника.
|  |

| Демографија | Демографија | Демографија |
| Година      | Становника  | Становника  |
| ----------- | ----------- | ----------- |
| 1948.       | 733         |             |
| 1953.       | 974         |             |
| 1961.       | 1.195       |             |
| 1971.       | 1.357       |             |
| 1981.       | 2.494       |             |
| 1991.       | 3.020       | 2.951       |
| 2002.       | 3.409       | 3.525       |
| 2011.       | 3.700       |             |

| Етнички састав према попису из 2002.‍ | Етнички састав према попису из 2002.‍ | Етнички састав према попису из 2002.‍ | Етнички састав према попису из 2002.‍ | Етнички састав према попису из 2002.‍ |
| ------------------------------------ | ------------------------------------ | ------------------------------------ | ------------------------------------ | ------------------------------------ |
|                                      |                                      |                                      |                                      |                                      |
| Срби                                 | Срби                                 |                                      | 3.214                                | 94,27%                               |
| Роми                                 | Роми                                 |                                      | 60                                   | 1,76%                                |
| Црногорци                            | Црногорци                            |                                      | 21                                   | 0,61%                                |
| Муслимани                            | Муслимани                            |                                      | 19                                   | 0,55%                                |
| Југословени                          | Југословени                          |                                      | 14                                   | 0,41%                                |
| Хрвати                               | Хрвати                               |                                      | 8                                    | 0,23%                                |
| Македонци                            | Македонци                            |                                      | 7                                    | 0,20%                                |
| Словаци                              | Словаци                              |                                      | 5                                    | 0,14%                                |
| Мађари                               | Мађари                               |                                      | 5                                    | 0,14%                                |
| Руси                                 | Руси                                 |                                      | 2                                    | 0,05%                                |
| Украјинци                            | Украјинци                            |                                      | 1                                    | 0,02%                                |
| Словенци                             | Словенци                             |                                      | 1                                    | 0,02%                                |
| Немци                                | Немци                                |                                      | 1                                    | 0,02%                                |
| Бугари                               | Бугари                               |                                      | 1                                    | 0,02%                                |
| Албанци                              | Албанци                              |                                      | 1                                    | 0,02%                                |
| непознато                            | непознато                            |                                      | 6                                    | 0,17%                                |

| \| \| м \| \| \| ж \| \| ? \| 10 \| \| \| 9 \| \| 80+ \| 10 \| \| \| 16 \| \| 75—79 \| 25 \| \| \| 40 \| \| 70—74 \| 26 \| \| \| 58 \| \| 65—69 \| 48 \| \| \| 50 \| \| 60—64 \| 81 \| \| \| 75 \| \| 55—59 \| 104 \| \| \| 76 \| \| 50—54 \| 140 \| \| \| 137 \| \| 45—49 \| 180 \| \| \| 163 \| \| 40—44 \| 113 \| \| \| 142 \| \| 35—39 \| 112 \| \| \| 111 \| \| 30—34 \| 122 \| \| \| 109 \| \| 25—29 \| 149 \| \| \| 132 \| \| 20—24 \| 169 \| \| \| 137 \| \| 15—19 \| 138 \| \| \| 129 \| \| 10—14 \| 126 \| \| \| 106 \| \| 5—9 \| 115 \| \| \| 90 \| \| 0—4 \| 86 \| \| \| 75 \| \| Просек : \| 34,8 \| \| \| 37,0 \| |      |  |  |      |
| |      |  |  |      |
| | м    |  |  | ж    |
| ? | 10   |  |  | 9    |
| 80+ | 10   |  |  | 16   |
| 75—79 | 25   |  |  | 40   |
| 70—74 | 26   |  |  | 58   |
| 65—69 | 48   |  |  | 50   |
| 60—64 | 81   |  |  | 75   |
| 55—59 | 104  |  |  | 76   |
| 50—54 | 140  |  |  | 137  |
| 45—49 | 180  |  |  | 163  |
| 40—44 | 113  |  |  | 142  |
| 35—39 | 112  |  |  | 111  |
| 30—34 | 122  |  |  | 109  |
| 25—29 | 149  |  |  | 132  |
| 20—24 | 169  |  |  | 137  |
| 15—19 | 138  |  |  | 129  |
| 10—14 | 126  |  |  | 106  |
| 5—9 | 115  |  |  | 90   |
| 0—4 | 86   |  |  | 75   |
| Просек : | 34,8 |  |  | 37,0 |

| Година пописа     | 1948. | 1953. | 1961. | 1971. | 1981. | 1991. | 2002. |
| ----------------- | ----- | ----- | ----- | ----- | ----- | ----- | ----- |
| Број домаћинстава | 173   | 259   | 297   | 372   | 708   | 831   | 1.024 |

| Број чланова      | 1   | 2   | 3   | 4   | 5   | 6  | 7  | 8 | 9 | 10 и више | Просек |
| ----------------- | --- | --- | --- | --- | --- | -- | -- | - | - | --------- | ------ |
| Број домаћинстава | 131 | 187 | 215 | 305 | 118 | 46 | 13 | 6 | 1 | 2         | 3,33   |

| Пол    | Укупно | Неожењен/Неудата | Ожењен/Удата | Удовац/Удовица | Разведен/Разведена | Непознато |
| ------ | ------ | ---------------- | ------------ | -------------- | ------------------ | --------- |
| Мушки  | 1.427  | 480              | 856          | 56             | 34                 | 1         |
| Женски | 1.384  | 303              | 864          | 172            | 42                 | 3         |
| УКУПНО | 2.811  | 783              | 1.720        | 228            | 76                 | 4         |

| Пол    | Укупно                    | Пољопривреда, лов и шумарство | Рибарство                            | Вађење руде и камена | Прерађивачка индустрија       |
| ------ | ------------------------- | ----------------------------- | ------------------------------------ | -------------------- | ----------------------------- |
| Мушки  | 724                       | 95                            | 0                                    | 0                    | 261                           |
| Женски | 534                       | 64                            | 0                                    | 1                    | 128                           |
| Укупно | 1.258                     | 159                           | 0                                    | 1                    | 389                           |
|        |                           |                               |                                      |                      |                               |
| Пол    | Производња и снабдевање   | Грађевинарство                | Трговина                             | Хотели и ресторани   | Саобраћај, складиштење и везе |
| Мушки  | 5                         | 62                            | 76                                   | 14                   | 96                            |
| Женски | 2                         | 9                             | 81                                   | 21                   | 25                            |
| Укупно | 7                         | 71                            | 157                                  | 35                   | 121                           |
|        |                           |                               |                                      |                      |                               |
| Пол    | Финансијско посредовање   | Некретнине                    | Државна управа и одбрана             | Образовање           | Здравствени и социјални рад   |
| Мушки  | 3                         | 26                            | 39                                   | 9                    | 20                            |
| Женски | 8                         | 17                            | 20                                   | 41                   | 96                            |
| Укупно | 11                        | 43                            | 59                                   | 50                   | 116                           |
|        |                           |                               |                                      |                      |                               |
| Пол    | Остале услужне активности | Приватна домаћинства          | Екстериторијалне организације и тела | Непознато            | Непознато                     |
| Мушки  | 9                         | 0                             | 0                                    | 9                    | 9                             |
| Женски | 16                        | 1                             | 0                                    | 4                    | 4                             |
| Укупно | 25                        | 1                             | 0                                    | 13                   | 13                            |

## Галерија
- Црква Св.Саве у Бечмену
- Улица
- Улица
- Месна заједница „Бечмен“
- Основна школа „Душан Вукасовић Диоген“
- На месту споменика некада се налазила зграда у којој су фашисти у периоду од 1941-1944 убијали припаднике НОП-а